# صلیب (فیلم ۲۰۱۲)
«صلیب» (انگلیسی: Cross (2012 film)) فیلمی در ژانر ترسناک است که در سال ۲۰۱۲ منتشر شد. از بازیگران آن می‌توان به سیمون یام اشاره کرد.